# Кабанген
Кабанген (порт. Cabangem, 1835—1840) — соціальне повстання, що відбулося у провінції (на той час) Гран-Пара, в північній Бразилії. Серед приводів до цього повстання були як крайня бідність населення провінції, так і незначна політична роль провінції після отримання Бразилією незалежності. «Кабанген» (Cabanagem) означає вид хатини на березі річок, в яких жили найбідніші мешканці, головним чином метиси, звільнені раби і тубільне населення. Землевласники Гран-Пара, які жили куди краще, тим не менш не мали можливості брати участі в рішеннях центрального уряду, де голос мали практично тільки представники Південного сходу.